# Mødelokale
Et mødelokale eller konferencelokale, konferencesal er et lokale, der er beregnet til særlige arrangementer såsom forretningskonferencer og møder.

## Rum
Et mødelokale findes almindeligvis på store hoteller og konferencescentre. Nogle gange ændres andre lokaler til store konferencer såsom arenaer eller koncertsale. 
- FN's generalforsamling i New York City.
- Et stort mødelokale med to cirkulære rækker ved Den Europæiske Investeringsbanks hovedkvarter i Luxembourg
- Et lille mødelokale i Playa Vista, Los Angeles i maj 2006
- Et mellemstort konferencelokale i Finlandia Hall i Helsinki.
- Et mødelokale i Schweiz' Forbundspalads i Bern.